# 크리그관박쥐
크리그관박쥐(Rhinolophus creaghi)는 관박쥐과에 속하는 박쥐의 일종이다. 인도네시아와 말레이시아에서 발견된다.

## 특징
전체 몸길이가 74~76mm인 중간 크기의 박쥐로 전완장은 51~55mm, 꼬리 길이는 19~22mm이다. 발 길이는 11~13mm, 귀 길이는 19~25mm, 몸무게는 최대 13.5g이다.

## 생태
수천 마리씩 큰 무리를 지어 동굴에 피신한다. 먹이는 곤충이다. 일부 임신한 암컷이 필리핀 팔라완섬에서 12월에 포획된 경우가 있다.

## 분포 및 서식지
보르네오섬과 팔라완섬, 일부 소순다 열도에서 널리 분포한다. 해수면과 해발 700m 고도 사이의 저지대 일차림에서 서식한다.

## 아종
2종의 아종이 알려져 있다.
- R. c. creaghi - 말레이시아 보르네오섬 사라왁주와 사바주, 방기섬 중부와 동부 지역, 팔라완섬
- R. c. pilosus (Andersen, 1918) - 마두라, 누사 페니다, 세마우, 로티